# Johann Lorenz Holderrieder
Johann Laurentius („Lorenz“) Holderrieder (* 9. Juli 1715 in Weißenfels; † 12. Februar 1794 in Naumburg (Saale)) war ein deutscher Jurist, herzoglich-sachsen-weißenfelsischer Hof- und Konsistorialrat, Oberbürgermeister der Stadt Naumburg (Saale) sowie Rittergutsbesitzer.

## Leben
Holderrieder war der Sohn der gleichnamigen Theologen Johann Lorenz Holderrieder aus Weißenfels. Er promovierte 1736 an der Universität Leipzig zum Thema Dissertatio iuridica inauguralis de principiis interpretati onis legum adaequatis und schlug eine Verwaltungslaufbahn bei der Regierung in Weißenfels ein, wo er von 1742 bis 1746 tätig war, bevor er in die benachbarte Stadt Naumburg wechselt, die fortan zu seinem Lebensmittelpunkt wurde.
Zu seinen juristischen Werken zählt u. a. An Ivdaica Infidelitas Post Conversionem Altervtrivs Conivgvm Ad Fidem Christianam In Re Christianorvm Pvblica Sit Ivsta Cavssa Divortii.
1752 erfolgte seine Ernennung zum Oberbürgermeister der Stadt Naumburg.

## Familie
Johann Lorenz Holderrieder heiratete Johanna Elonora (* 25. März 1752), die Tochter des aus Naumburg stammenden Reinsdorfer Rittergutsbesitzers Gottfried Schweitzer (* 12. März 1692). 1764 erhielt er von seinem Schwiegervater gemeinsam mit seinem Schwager Christian Schweitzer dessen Rittergut Reinsdorf bei Nebra übertragen.
Er hinterließ die Söhne Lorenz Wilhelm Holderrieder auf Meyhen, Kauf- und Handelsherr in Naumburg; den in den Adelsstand erhobenen Gottlieb Heinrich von Holderrieder, Besitzer des Ritterguts Markröhlitz und Gottfried Jacob Holderrieder (jüngster Sohn, starb ohne Nachkommen), Besitzer des Rittergutes Tackau. Von diesen Brüdern erbte laut väterlichem Testament vom 26. Mai 1794 Lorenz Wilhelm Holderrieder als Ältester die Hälfte des Ritterguts Reinsdorf in Form eines Majorats. Seine erste Ehefrau war Johanna Eloenora geborene Schweitzer, die er am 16. August 1768 in Naumburg heiratete. Mit ihr hatte er zwei Töchter. Die erste Ehefrau starb am 14. Mai 1795. Daraufhin heiratete er 1797 die Dichterin Christiana Benedicta geborene Hebenstreit. Mit dieser hatte er keine Kinder.